# 菩提寺 (日本)

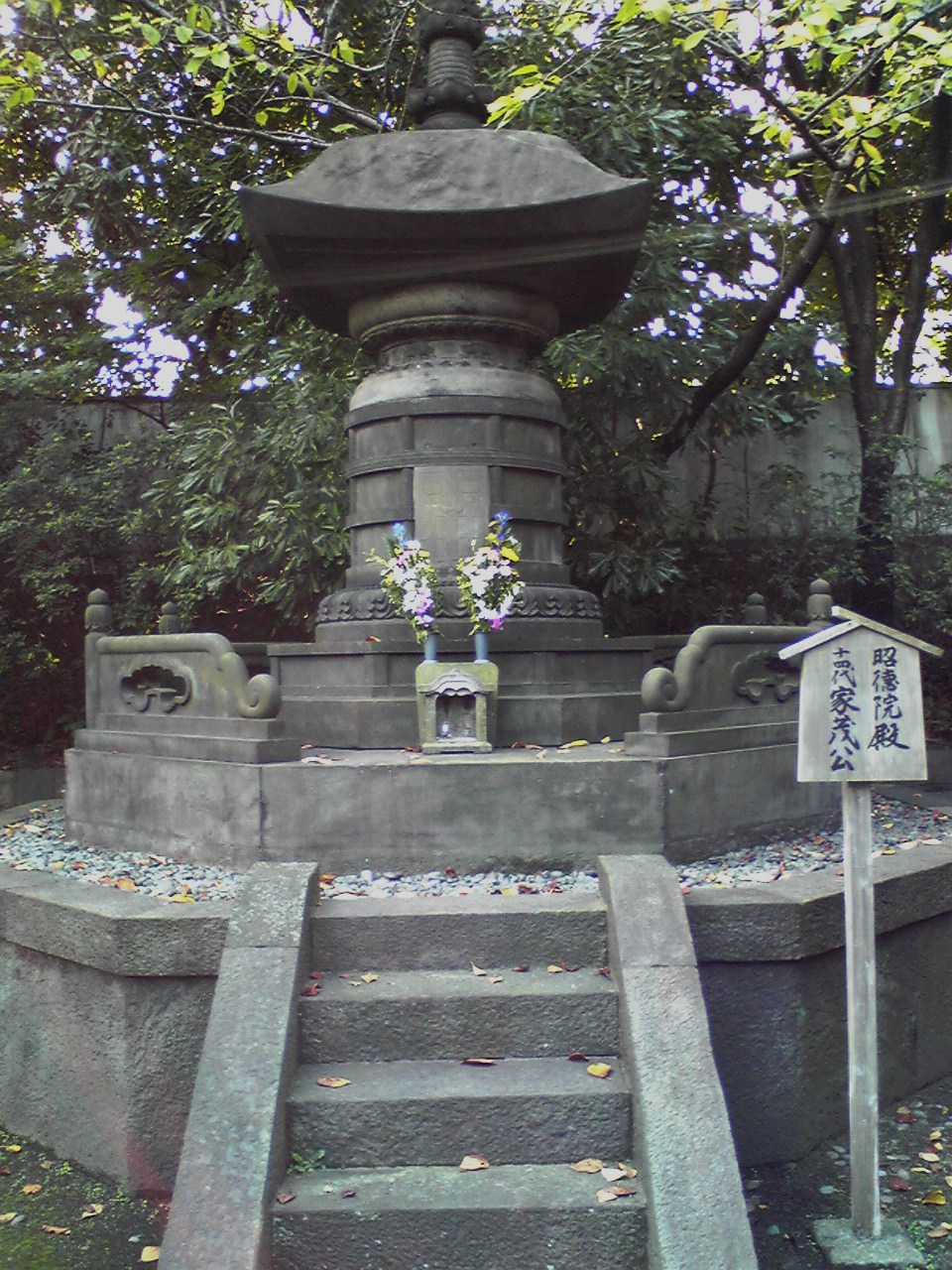
增上寺德川家靈廟內德川家茂的菩提寺（陵墓）。

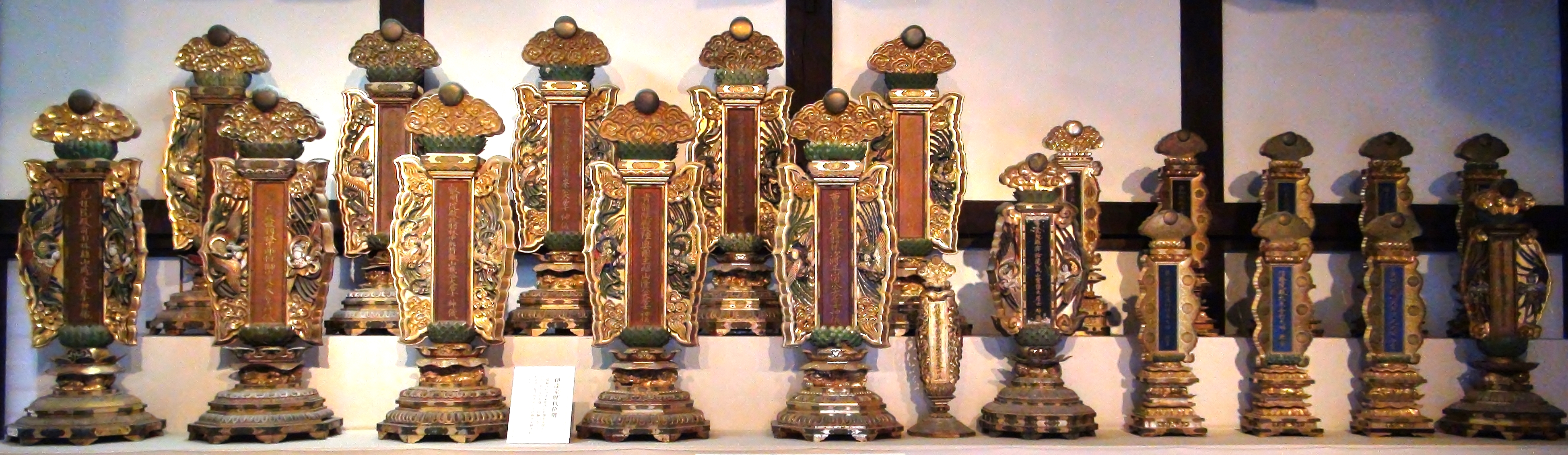
瑞巖寺內供奉的仙台藩藩主伊達氏歷代牌位。

菩提寺（日语：菩提寺）是日本的一種寺廟種類，為代代皈依、埋葬祖先遺骨、弔菩提之寺，也稱作菩提所、菩提院等。例如日本皇室之泉涌寺和德川家之寛永寺、增上寺都是有名的菩提寺。

## 概要
日本的寺院通常兼有墓地，各家門戶各有所屬自己家族的菩提寺，由各自所屬寺廟管理家族墓地，內有祖先世代或父母之墳墓或牌位，這些寺院的成立通常作為迴向、供養已故家主、為已故家主祈求冥福之用。通常只有長男夫婦於身故後能入祀歷代祖先的菩提寺，次男以下的其他旁支在身故後須另立菩提寺。與古代不同，現代寺院已不設置門衛看顧，但院外通常仍有兼賣鮮花、線香、出借水桶等祭祀用品的店舖。

## 有名的菩提寺

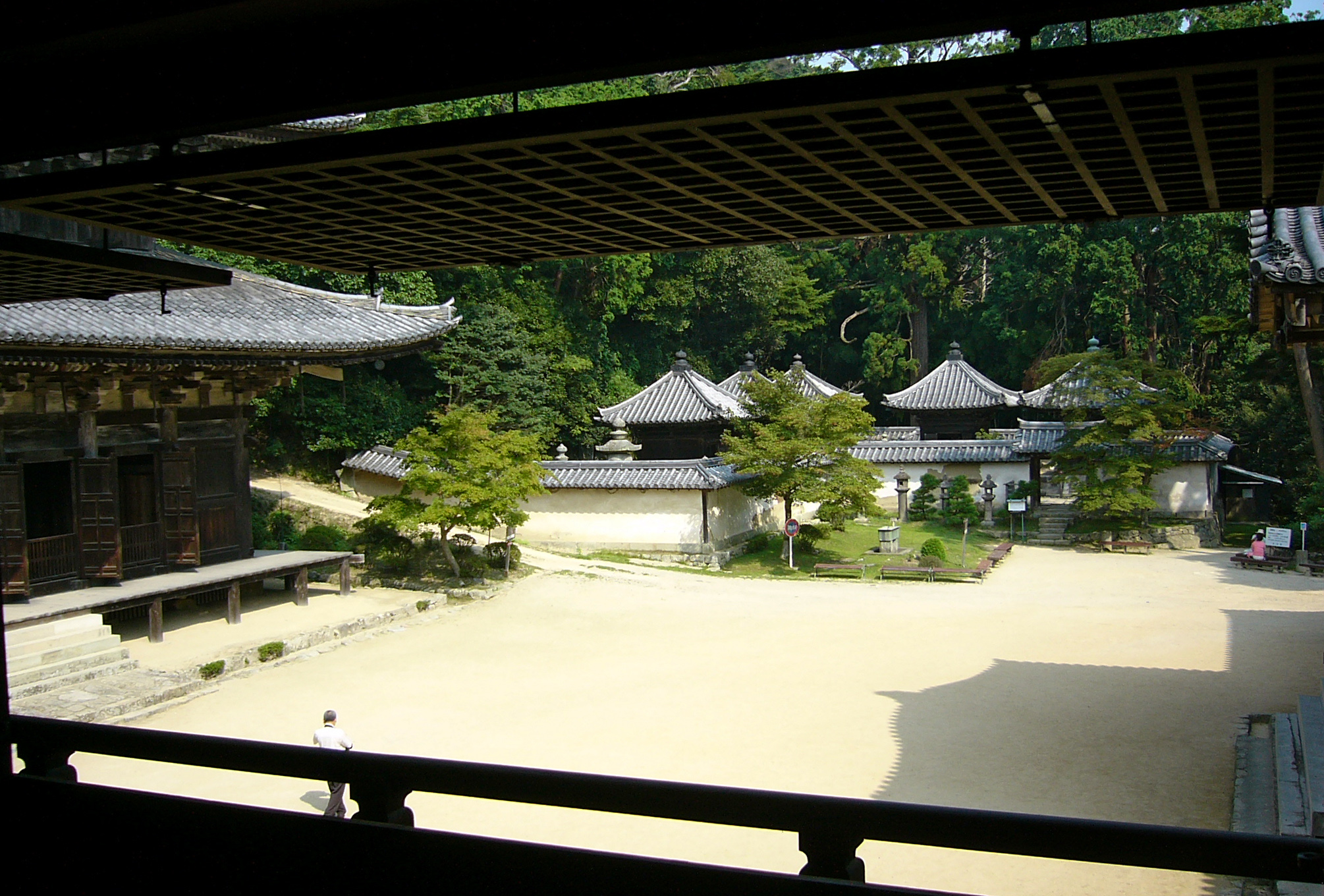
圓教寺本多氏廟所（御靈屋）

- 皇室 - 泉涌寺
- 藤原氏 - 興福寺、法性寺（日语：法性寺 (京都市東山区)）[5]
- 橘氏 - 井手寺（日语：井手寺跡）[6]
- 伊勢平氏 - 旭晶寺、六波羅蜜寺、能福寺（日语：能福寺）
- 奧州藤原氏 - 中尊寺、毛越寺
- 河內源氏 - 通法寺（日语：通法寺）、野間大坊（日语：野間大坊）、勝長壽院（日语：勝長寿院）、鎌倉法華堂（日语：白旗神社 (鎌倉市西御門)）、壽福寺、安養院（日语：安養院 (鎌倉市)）、鎌倉大慈寺、金剛三昧院（日语：金剛三昧院）、京都大通寺[7]
- 北條氏 - 願成就院（日语：願成就院）、北條寺（日语：北條寺）、常樂寺（日语：常楽寺 (鎌倉市)）、最明寺、圓覺寺、覺園寺（日语：覚園寺）、東勝寺（日语：東勝寺 (鎌倉市)）、圓成寺（日语：北条氏邸・円成寺跡）、寶戒寺（日语：宝戒寺）、光明寺
- 足利氏 - 等持院、相国寺、鑁阿寺、樺崎寺（日语：樺崎寺）、長壽寺[8]
- 武田氏 - 惠林寺（日语：恵林寺）
- 後北條氏 - 早雲寺
- 今川氏 - 臨濟寺（日语：臨済寺 (静岡市)）
- 織田信長 - 大德寺總見院
- 豐臣秀吉 - 高台寺
- 德川家 - 增上寺、寛永寺、大樹寺
- 前田家 - 寶圓寺（日语：宝円寺）、瑞龍寺
- 伊達家 - 瑞巖寺
- 上杉家 - 林泉寺（日语：林泉寺 (米沢市)）
- 井伊家（日语：井伊家） - 豪德寺
- 津輕家（日语：津軽家） - 革秀寺（日语：革秀寺）、長勝寺（日语：長勝寺 (弘前市)）[9]
- 島津家 - 福昌寺（日语：福昌寺 (鹿児島市)）[10]
- 毛利家 - 東光寺（日语：東光寺 (萩市)）、大照院（日语：大照院）[11]
- 山內家 - 真如寺（日语：真如寺 (高知市)）[12]
- 黑田家 - 崇福寺（日语：崇福寺 (福岡市)）
- 鍋島家 - 高傳寺（日语：高伝寺）
- 池田家 - 曹源寺（日语：曹源寺 (岡山市)）、興禪寺（日语：興禅寺 (鳥取市)）[13]
- 佐竹家 - 天德寺（日语：天徳寺 (秋田市)）
- 真田家 - 長國寺（日语：長国寺 (長野市)）
- 南部家 - 聖壽寺（日语：聖寿寺 (盛岡市)）
- 蜂須賀家 - 興源寺（日语：興源寺 (徳島市)）
- 加藤清正 - 本妙寺（日语：本妙寺 (熊本市)）
- 肥後細川家 - 泰勝寺（日语：泰勝寺跡）、妙解寺
- 藝州淺野家 - 国泰寺（日语：国泰寺 (広島市)）、明星院（日语：明星院 (広島市)）、松栄寺、日通寺、正清院
- 久留米有馬家 - 梅林寺（日语：梅林寺 (久留米市)）
- 宇喜多家 - 光珍寺（日语：光珍寺）
- 宗家 - 萬松院（日语：万松院）
- 最上家 - 光禪寺（日语：光禅寺）、淨光寺、禅会寺、專稱寺（日语：専称寺 (山形市)）、常念寺

## 外部連結
- 全国：大名菩提寺・霊廟マップ